# Sininae
Sininae is een onderfamilie van weekdieren uit de klasse van de Gastropoda (slakken).

## Geslachten
- Calinaticina J. Q. Burch & Campbell, 1963
- Eunaticina P. Fischer, 1885
- Gennaeosinum Iredale, 1929
- Payraudeautia Bucquoy, Dautzenberg & Dollfus, 1883
- Sigatica Meyer & Aldrich, 1886
- Sinum Röding, 1798